# Rudolf Kuhk

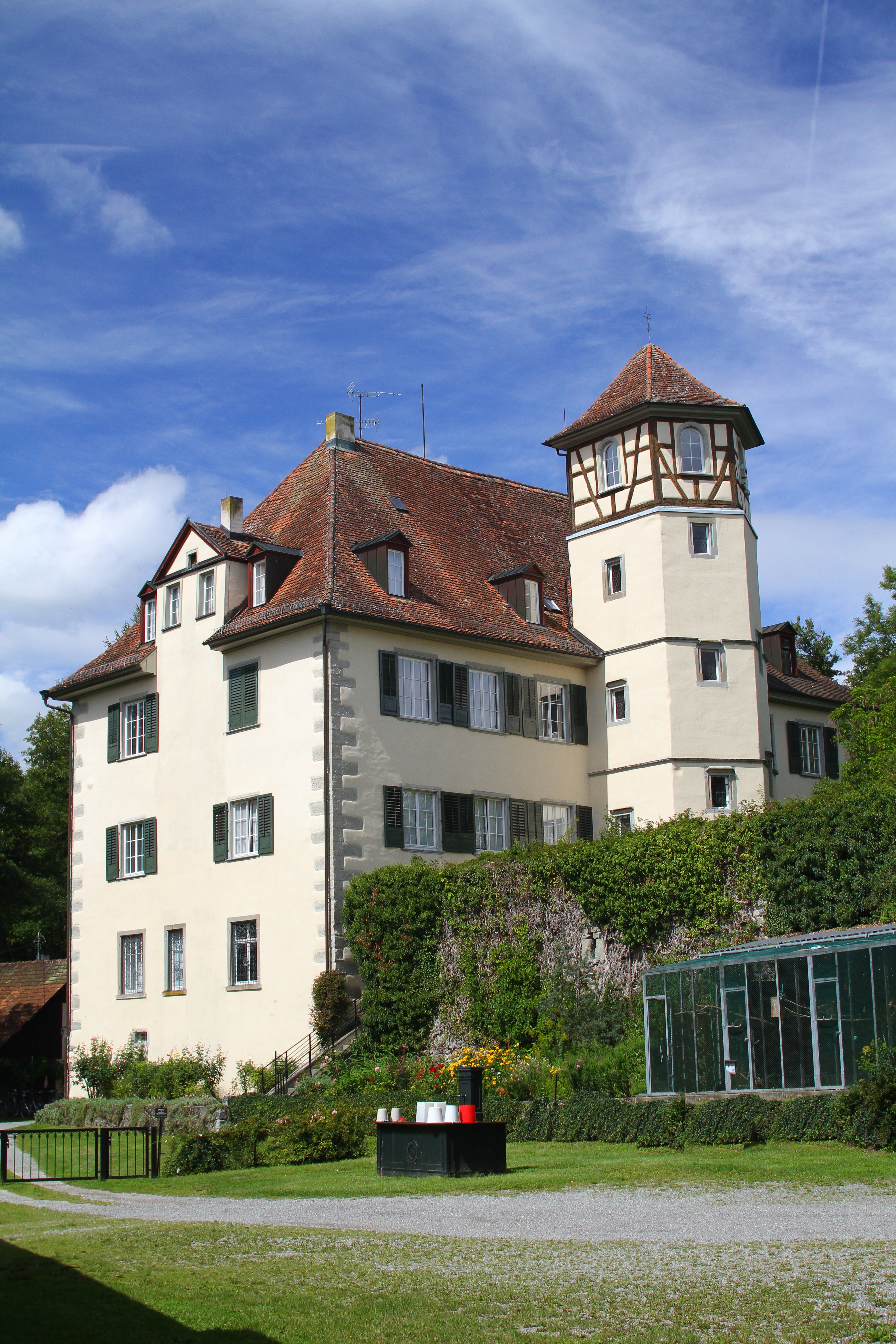
Wasserschloss Möggingen, der Wohnsitz von Kuhk

Rudolf Kuhk (* 13. Februar 1901 in Münster; † 7. Februar 1989 ebenda)  war ein deutscher Ornithologe.
Kuhk, der aus einer Apothekerfamilie in Münster stammte,  befasste sich schon als Jugendlicher mit Ornithologie und war außerdem ein begeisterter Jäger. Er studierte zunächst Pharmazie mit dem Staatsexamen 1925. Daneben hörte er auch Vorlesungen in Zoologie (unter anderem bei Karl von Frisch in Rostock). 1939 wurde er in Rostock in Ornithologie promoviert mit einer Dissertation über die Vögel Mecklenburgs. Sie erschien auch als Buch und war eine Bestandsaufnahme und Verzeichnis der Brutvorkommen von 323 Vogelarten in Mecklenburg.
Kuhk baute mit Ernst Schüz nach dem Zweiten Weltkrieg die Vogelwarte Radolfzell, der Nachfolger der kriegsbedingt aufgegebenen Vogelwarte Rossitten. Er war der langjährige Leiter der Vogelwarte (und wohnte im Sitz der Vogelwarte im Wasserschloss Möggingen), nachdem Schüz hauptberuflich als Direktor des Staatlichen Museums für Naturkunde in Stuttgart anders ausgelastet war.
Mit Schüz war er langjähriger Herausgeber der Zeitschrift Die Vogelwarte. Er war 17 Jahre lang Generalsekretär der Deutschen Ornithologischen Gesellschaft.

## Schriften
- Die Vögel Mecklenburgs, Güstrow: Verlag Opitz 1939, Nachdruck Natur + Text 2012 (mit einer Biographie von Kuhk von Joachim Neumann)[2] ISBN 978-3-942062-06-0